# ГЕС Байхе
ГЕС Байхе (白河水电站) — гідроелектростанція, що спорудужється у північній частині Китаю в провінції Шеньсі. Знаходячись між ГЕС Шухе (вище по течії) та ГЕС Hànjiānggūshān, входитиме до складу каскаду на річці Ханьшуй, великій лівій притоці Янцзи.
У межах проєкту річку перекриють греблею, яка утримуватиме водосховище із загальним об'ємом 130 млн м3, корисним об'ємом 109,7 млн м3 та припустимим коливанням рівня поверхні в операційному режимі між позначками 191,7 та 193,7 метра НРМ.
Інтегрований у греблю машинний зал обладнають чотирма бульбовими турбінами потужністю по 45 МВт, які використовуватимуть напір у 13,4 метра та забезпечуватимуть виробництво 554 млн кВт-год електроенергії на рік.
Введення в експлуатацію першого гідроагрегату заплановане на кінець 2019 року.